# Tihhon Šišov
Tihhon Šišov (Tallinn, 1983. február 11. –) észt válogatott labdarúgó. Jelenleg Maardu város csapatának (Maardu Linnameeskond) játékosa.

## Pályafutása

### Klubcsapatokban
Šišov az észt FC Puuma Tallinn akadémiáján nevelkedett. 2000 és 2008 között közel 200 észt bajnoki mérkőzésen lépett pályára a Levadia Tallinn színeiben, mellyel háromszor meg is nyerte az észt bajnokságot. 2009. január 1-jétől egy hónapig, február 1-jéig a Győri ETO FC játékosa volt, bajnoki mérkőzésen azonban nem lépett pályára. Ezt követően visszatért a Levadiához. 2010 januárjában az azeri Xəzər Lənkəran FK-hoz igazolt két évre, ahol azonban a klubbal felmerült vitája miatt csak egy évet töltött el. Az azeri csapat színeiben 9 mérkőzésen lépett pályára az azeri bajnokságban. 2012 és 2014 között a Nõmme Kaljuban futballozott, mellyel 2012-ben ismét észt bajnok lett. A 2015-ös idényben a JK Sillamäe Kalev játékosa volt. 2017 óta Maardu város csapatában, az Észt labdarúgó-bajnokság másodosztályában szereplő Maardu Linnameeskond csapatban játszik.

### Válogatottban
Többszörös észt utánpótlás-válogatott labdarúgó. Az észt válogatottban 2004 és 2014 között több mint 40 mérkőzésen lépett pályára.

## Sikerei, díjai
- Levadia Tallinn:
  - Észt bajnok: 2007, 2008, 2009
- Nõmme Kalju:
  - Észt bajnok: 2012